# Асмэра (станция)
Асмэра — железнодорожная станция, обслуживающая столицу Эритреи.
Это конечная остановка линии из Массауа, построенной во времена итальянского колониализма, единственной оставшейся в эксплуатации сети железных дорог Эритреи.

## История

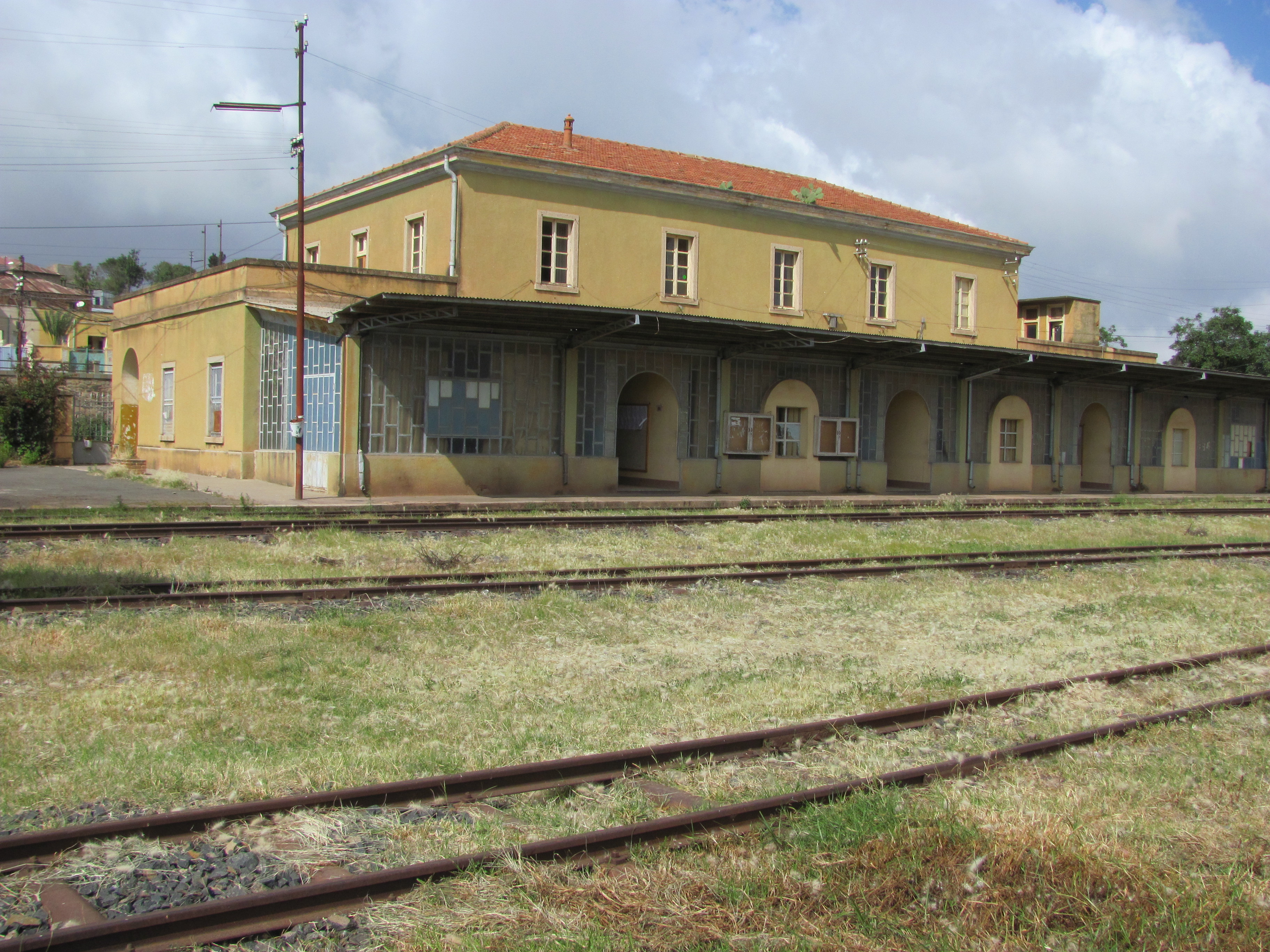
Железнодорожный вокзал Асмэры.

Станция была открыта 5 декабря 1911 года линии из Массауа.
Пассажирские перевозки были открыты в 1923 году
В конце 1920-х годов планировалось переместить станцию в более Центральный район, однако план так и не был реализован.
После прекращения обслуживания всей эритрейской сети в 1978 году линия Массауа – Асмэра была вновь открыта предположительно, в 2003 году.